# Scottocalanus australis
Scottocalanus australis är en kräftdjursart som beskrevs av Farran 1936. Scottocalanus australis ingår i släktet Scottocalanus och familjen Scolecitrichidae. Inga underarter finns listade i Catalogue of Life.